# Lycenchelys alba
Lycenchelys alba es una especie de pez de la familia de los Zoarcidae en el orden de los perciformes.

## Morfología
- Los machos pueden llegar a alcanzar los 26,7 cm de longitud total.[2][3]

## Hábitat
Es un pez de mar y de aguas profundas que vive hasta los 3.365 m de profundidad.

## Distribución geográfica
Se encuentra en el Atlántico nororiental (entre las Islas Azores Francia) y el Atlántico noroccidental (el Mar de Labrador).

## Observaciones
Es inofensivo para los humanos. 